# Down GAA
Il Down County Board, più conosciuto come Down GAA, è uno dei 32 county board irlandesi responsabile della promozione degli sport gaelici nella contea di Down e dell'organizzazione dei match della propria rappresentativa (Down GAA è usato anche per indicare le franchigie degli sport gaelici della contea) con altre contee.

## Storia
Down è ritenuta una squadra che esprime il meglio di sé nei grandi eventi, dal momento che non ha mai perso una finale All-Ireland a cui ha preso parte. i suoi tifosi sono molto legati alla squadra tanto che assistono in massa sia alle partite casalinghe che a quelle in trasferta, rigorosamente vestiti di rosso e nero. Ultimamente, nonostante ottimi risultati a livello giovanile, la prima squadra non ha ottenuto molti successi.

## Calcio gaelico
I maggiori successi sono stati riscossi dalla rappresentativa di calcio gaelico negli anni sessanta e novanta, per un totale di cinque titoli All-Ireland. In quel periodo i tifosi seguivano in massa la squadra, fatto solo lievemente ridotto oggigiorno, tanto da fare registrare una capienza di 71000 persone alla semifinale All-Ireland del 1961 e più di 90000 per la finale dello stesso anno contro Offaly, record tuttora imbattuti.

### Titoli vinti
- All-Ireland Senior Football Championships: 5
  - 1960, 1961, 1968, 1991, 1994

- All-Ireland Minor Football Championships: 4
  - 1977, 1987, 1999, 2005

- All-Ireland Under-21 Football Championships: 1
  - 1979

- All-Ireland Junior Football Championships: 1
  - 1946

- National Football Leagues: 4
  - 1960, 1962, 1968, 1983

- Ulster Senior Football Championships: 12
  - 1959, 1960, 1961, 1963, 1965, 1966, 1968, 1971, 1978, 1981, 1991, 1994

- Ulster Under-21 Football Championships: 8
  - 1965, 1977, 1978, 1979, 1984, 2005, 2008, 2009

- Ulster Minor Football Championships: 10
  - 1958, 1960, 1962, 1963, 1966, 1977, 1979, 1986, 1987, 1999

- Ulster Junior Football Championships: 8
  - 1931, 1946, 1947, 1949, 1958, 1965, 1966, 1971

- McKenna Cups: 11
  - 1944, 1959, 1961, 1964, 1972, 1987, 1989, 1992, 1996, 1998, 2008

- Dr Lagan Cups: 6
  - 1949, 1960, 1961, 1962, 1963, 1964

## Hurling
L'hurling non ha mai goduto di particolare popolarità nella contea, tantoché di recente, nella zona meridionale di Down, è stato fondato il South Down GAA, che partecipa ai campionati nazionali e provinciali, parallelamente alla formazione principale, ma può reclutare solo i giocatori della parte meridionale della stessa county board.

### Titoli
- All-Ireland Junior Hurling Championships: 1
  - 1964

- National Hurling Leagues: 2004 (Division 2)

- Ulster Senior Hurling Championships: 4
  - 1941, 1992, 1995, 1997

- Ulster Under-21 Hurling Championships: 12
  - 1969, 1971, 1975, 1977, 1983, 1984, 1985, 1987, 1990, 2003, 2004, 2005

- Ulster Minor Hurling Championships: 12
  - 1930, 1932, 1934, 1957, 1971, 1972, 1976, 1978, 1984, 1985, 1989, 1994

- Ulster Junior Hurling Championships: 7
  - 1956, 1960, 1962, 1964, 1967, 1992, 1993

- Ulster Intermediate Hurling Championships: 4
  - 1968, 1971, 1972, 1998